# Região de Planejamento do Mearim
A Região de Planejamento do Mearim é uma das 32 Regiões Administrativas do Estado do Maranhão, no Brasil.
Criada pela Lei Complementar 108/2007, a Região é formada por nove municípios e tem Bacabal como cidade polo.
Os municípios que compõem a Região, são:
- Altamira do Maranhão
- Bacabal
- Bom Lugar
- Brejo de Areia
- Conceição do Lago Açu
- Lago Verde
- Olho d'Água das Cunhãs
- São Luís Gonzaga do Maranhão
- Vitorino Freire

Com aproximadamente 105 mil habitantes, Bacabal é o maior centro industrial, financeiro, educacional e de serviços da Região.

## Educação
A Região conta com quatro instituições de ensino superior, todas localizadas no município de Bacabal: Faculdade de Educação de Bacabal (FEBAC), Universidade Estadual do Maranhão (Centro de Estudos Superiores de Bacabal - CESB), Universidade Federal do Maranhão e Instituto Federal de Educação, Ciência e Tecnologia do Maranhão.
Além de ter vários outras instituições particulares em funcionamento.